# Volksabstimmungen in der Schweiz 1922
Dieser Artikel bietet eine Übersicht der Volksabstimmungen in der Schweiz im Jahr 1922.
In der Schweiz fanden auf Bundesebene fünf Volksabstimmungen statt, im Rahmen dreier Urnengänge am 11. Juni, 24. September und 3. Dezember. Dabei handelte es sich um vier Volksinitiativen und ein fakultatives Referendum.

## Abstimmungen am 11. Juni 1922

### Ergebnisse
| Nr. | Vorlage                                                                                          | Art | Stimm- berechtigte | Abgegebene Stimmen | Beteiligung | Gültige Stimmen | Ja      | Nein    | Ja-Anteil | Nein-Anteil | Stände | Ergebnis |
| --- | ------------------------------------------------------------------------------------------------ | --- | ------------------ | ------------------ | ----------- | --------------- | ------- | ------- | --------- | ----------- | ------ | -------- |
| 89  | Eidgenössische Volksinitiative «betreffend die Erlangung des Schweizerbürgerrechts, Teil I»      | VI  | 976'105            | 445'100            | 45,59 %     | 413'816         | 065'828 | 347'988 | 15,91 %   | 84,09 %     | 0:22   | nein     |
| 90  | Eidgenössische Volksinitiative «betreffend die Ausweisung von Ausländern, Teil II»               | VI  | 976'105            | 445'100            | 45,59 %     | 418'081         | 159'200 | 258'881 | 38,08 %   | 61,92 %     | 0:22   | nein     |
| 91  | Eidgenössische Volksinitiative «betreffend die Wählbarkeit der Bundesbeamten in den Nationalrat» | VI  | 976'105            | 445'100            | 45,59 %     | 417'650         | 160'181 | 257'469 | 38,35 %   | 61,65 %     | 5:17   | nein     |

### Erlangung des Schweizer Bürgerrechts
Die angespannte Versorgungs- und Wirtschaftslage infolge des Ersten Weltkriegs, das Fehlen sozialstaatlicher Einrichtungen, die antibolschewistische Stimmung und die angeblich drohende Einreise sozialistischer «Aufwiegler» nach der Oktoberrevolution bewirkten eine Zunahme fremdenfeindlicher Reflexe. Darauf reagierte der Bundesrat mit der Schaffung der Fremdenpolizei, einer Verschärfung der Einwanderungsbestimmungen und strengeren Regeln bei der Einbürgerung von Ausländern. Als das Parlament 1919 eine weitere Erhöhung der Wohnsitzfristen für Einbürgerungswillige debattierte, reichte ein bürgerlich-konservatives Komitee aus dem Kanton Aargau eine Volksinitiative ein, die eine Verschärfung der Einbürgerungspraxis und eine Pflicht zur Ausweisung «gefährlicher Ausländer» verlangte. Da die Initiative zwei verschiedene Forderungen stellte, trennte das Parlament gemäss Antrag des Bundesrats die Vorlage und unterbreitete sie Volk und Ständen in zwei getrennten Abstimmungen. Mit der ersten Vorlage sollte die Wohnsitzfrist der Einzubürgernden von sechs auf zwölf Jahre erhöht werden; ausserdem sollten Neubürger nur dann das passive Wahlrecht erhalten, wenn sie bis zur Volljährigkeit zwölf Jahre ununterbrochen in der Schweiz gelebt hatten. Keine der im Parlament vertretenen Parteien unterstützte die Vorlage, wobei die Bürgerlichen darauf hinwiesen, dass die vom Bundesrat bereits eingeleiteten oder eingeführten Massnahmen zur «Bekämpfung der Überfremdung» besser geeignet seien. Mit über 84 Prozent Nein erlitt die Vorlage eine massive Niederlage.

### Ausweisung von Ausländern
Der zweite Teil der Überfremdungsinitiative wollte dem Bund die Pflicht auferlegen, «Ausländer, welche die innere und äussere Sicherheit der Eidgenossenschaft oder die Wohlfahrt des Schweizervolkes gefährden, aus dem Gebiete der Schweiz wegzuweisen». Dafür setzten sich insbesondere der Bauernverband, die Bauern-, Gewerbe- und Bürgerpartei sowie mehrere kantonale Sektionen der FDP ein. Damit wollten sie in erster Linie erreichen, dass der Bundesrat in Zukunft weniger nachsichtig gegenüber «Spionen, Hetzern und Schiebern» verfahre und sie weniger lange in der Schweiz dulde. Die Gegner der Vorlage verwiesen auch hier auf die bereits eingeleiteten und umgesetzten Massnahmen. Mit 62 Prozent Nein war die Ablehnung geringer als bei der Einbürgerungsvorlage, fiel aber dennoch deutlich aus.

### Wählbarkeit der Bundesbeamten in den Nationalrat
Im Juni 1921 reichte der Föderativverband eidgenössischer Beamter, Angestellter und Arbeiter eine Volksinitiative ein, um Bundesbeamten die Wahl in den Nationalrat zu erlauben, was die Bundesverfassung in Artikel 77 aber untersagte. Dies galt nicht nur für die vom Bundesrat gewählten Beamten, sondern auch für beamtenrechtlich Angestellte von Bundesbetrieben. Nach den Nationalratswahlen 1919 waren fünf Gewählte wegen dieser Unvereinbarkeitsklausel in ein provisorisches Dienstverhältnis versetzt worden, was in der Öffentlichkeit Kritik auslöste. Der Text der Volksinitiative war identisch mit einem bundesrätlichen Vorschlag von 1920, der aber vom Parlament abgelehnt worden war. Aufgrund dieses Parlamentsbeschlusses verzichtete der Bundesrat auf einen Antrag zur Abstimmungsempfehlung; das Parlament empfahl die Ablehnung der Volksinitiative. SP, Grütliverein, Gewerkschaften und Angestelltenverbände unterstützten die Forderung der Initianten. Sie wiesen auf die erhebliche Vergrösserung der eidgenössischen Beamtenschaft hin, von denen der grösste Teil keine politische Funktion habe. Der Ausschluss aller Beamten vom passiven Wahlrecht widerspreche daher dem Grundsatz der Gleichheit. Als einzige grosse Partei stellte sich die BGB gegen die Vorlage. Es sei dem Landeswohl nicht dienlich, «wenn das Bundespersonal in die Behörde eintritt, zu deren hauptsächlichen Aufgaben die Kontrolle über seine Pflichterfüllung gehört». Ausserdem wiesen die Gegner auf die Privilegien hin, die den Bundesbeamten im Gegensatz zu allen anderen Angestellten zustünden. Die Initiative scheiterte deutlich.

## Abstimmung am 24. September 1922

### Ergebnis
| Nr. | Vorlage | Art | Stimm- berechtigte | Abgegebene Stimmen | Beteiligung | Gültige Stimmen | Ja      | Nein    | Ja-Anteil | Nein-Anteil | Stände | Ergebnis |
| --- | --- | --- | ------------------ | ------------------ | ----------- | --------------- | ------- | ------- | --------- | ----------- | ------ | -------- |
| 92  | Bundesgesetz betreffend Abänderung des Bundesstrafrechts vom 4. Februar 1853 in Bezug auf Verbrechen gegen die verfassungsmässige Ordnung und innere Sicherheit und in Bezug auf die Einführung des bedingten Strafvollzugs | FR  | 982'567            | 690'844            | 70,30 %     | 680'626         | 303'794 | 376'832 | 44,63 %   | 55,37 %     | –      | nein     |

### Strafrechtsrevision («Lex Häberlin»)
Nach dem Landesstreik im November 1918 war der Bundesrat der Meinung, dass das aus dem Jahr 1853 stammende Bundesstrafrecht nicht mehr genüge, um den Staat vor Angriffen im Innern zu schützen. Er erkannte eine ernstliche Bedrohung der Ordnung und Sicherheit, wobei er insbesondere den von der Sowjetunion ausgeübten Einfluss auf linke Parteien meinte, wodurch die Ideologie des Kommunismus verbreitet werde. Mit der angestrebten Reform sollten revolutionäre Massenaktionen wie Massenstreiks und -demonstrationen, die Vorbereitung von Aufruhr und Hochverrat sowie hetzerische revolutionäre Propaganda unter Strafe gestellt werden. Das bürgerlich dominierte Parlament verschärfte den Gesetzesentwurf. Auf erbitterten Widerstand der Linken stiess vor allem Artikel 47, der sich gegen öffentliche Aufrufe und Vorbereitungshandlungen zur Störung der staatlichen Ordnung richtet. Gegen das Gesetz, das bald nur noch «Lex Häberlin» (nach Bundesrat Heinrich Häberlin), «Umsturzgesetz» oder «Zuchthausgesetz» genannt wurde, brachten sie ein Referendum zustande. Die Gegner argumentieren, mit diesem reaktionären Gesetz wandere jeder Teilnehmer eines gewöhnlichen Streiks oder einer Demonstration hinter Gitter. Auch die simple Widersetzung gegen eine amtliche Verfügung oder eine staatskritische öffentliche Stellungnahme könnten strafbar sein. Die Befürworter bezeichneten das Gesetz als notwendig zur Bekämpfung kommunistischer Umsturzaktionen. Allerdings waren ihre Reihen nicht geschlossen, denn in der Ostschweiz bildete sich ein bürgerliches Gegenkomitee und vereinzelte freisinnige Gruppen bekämpften die Vorlage ebenfalls. Bundesrat und Parlament mussten bei der Abstimmung eine empfindliche Niederlage hinnehmen.

## Abstimmung am 3. Dezember 1922

### Ergebnis
| Nr. | Vorlage                                                            | Art | Stimm- berechtigte | Abgegebene Stimmen | Beteiligung | Gültige Stimmen | Ja      | Nein    | Ja-Anteil | Nein-Anteil | Stände | Ergebnis |
| --- | ------------------------------------------------------------------ | --- | ------------------ | ------------------ | ----------- | --------------- | ------- | ------- | --------- | ----------- | ------ | -------- |
| 93  | Eidgenössische Volksinitiative «für die Einmalige Vermögensabgabe» | VI  | 992'523            | 856'148            | 86,29 %     | 846'654         | 109'702 | 736'952 | 12,96 %   | 87,04 %     | 0:22   | nein     |

### Einmalige Vermögensabgabe
Angesichts der schlechten Wirtschaftslage, der hohen Staatsverschuldung und der Diskussion um die mögliche Einführung einer Alters- und Hinterlassenenversicherung bestand zwar Einigkeit darüber, dass neue Einnahmequellen unverzichtbar waren, doch die finanzpolitischen Vorstellungen klafften weit auseinander. Während der Bundesrat Tabak-, Alkohol- und Erbschaftssteuern bevorzugte, forderte die SP eine dauerhafte Erhebung von sozial umverteilenden direkten Steuern. Zu diesem Zweck reichte sie im Januar 1922 eine Volksinitiative ein. Sie verlangte eine Abgabe auf allen Vermögen natürlicher oder juristischer Personen von mehr als 80'000 Franken, wobei sich der Steuersatz progressiv von 8 bis 60 Prozent bewegen sollte. Die Einnahmen sollten für soziale Zwecke verwendet werden. Der Bundesrat bezeichnete die Initiative als gefährliche «Raubmassnahme», die zur «Einführung des kommunistischen Systems in der Schweiz» führen werde; das Parlament war derselben Meinung. Im heftig geführten Abstimmungskampf waren SP und Gewerkschaften auf sich alleine gestellt. Sie argumentierten, die Belastung der Reichsten sei notwendig, gerecht und verkraftbar; eine Ablehnung würde hingegen zu Lohnabbau, Arbeitszeitverlängerung, indirekten Steuern und zur Zerrüttung des Staatshaushalts führen. Die bürgerlichen Gegner (bis hin zu den Christlichsozialen) warnten, die Vermögensabgabe bewirke nicht nur eine faktische Enteignung, sondern sei auch sozialpolitisch kontraproduktiv, da die Steuerpflichtigen den Steuerbetrag über Preise und Löhne abwälzen würden. Der massenhafte Einsatz von Flugblättern und Plakaten, bei dem sich beide Lager gegenseitig respektlos anschwärzten, führte zur höchsten Stimmbeteiligung in der Geschichte Schweizer Volksabstimmungen. Volk und Stände lehnten die Initiative äusserst deutlich ab, nur in den Kantonen Basel-Stadt und Genf lag die Zustimmung über 20 Prozent.

Abstimmungsplakat von Hans Beat Wieland
Abstimmungsplakat von Jules Courvoisier
Abstimmungsplakat von József Divéky